# Tanjung Puting
El Parc Nacional Tanjung Puting és un parc nacional d'Indonèsia a l'illa de Borneo, a l'estat indonesi de Kalimantan Central. El parc es compon de 415.040 hectàrees de boscos de dipterocarpàcies de terres seques, els boscos palustres de torba, bosc d'erm, boscos de manglars i platges costaneres, i boscos secundaris. El parc va ser anul·lat el 1930 pel govern colonial neerlandès per a la protecció dels orangutans i els nassuts, i va ser designat com a Reserva de la Biosfera de la UNESCO el 1977 i un parc nacional el 1982.

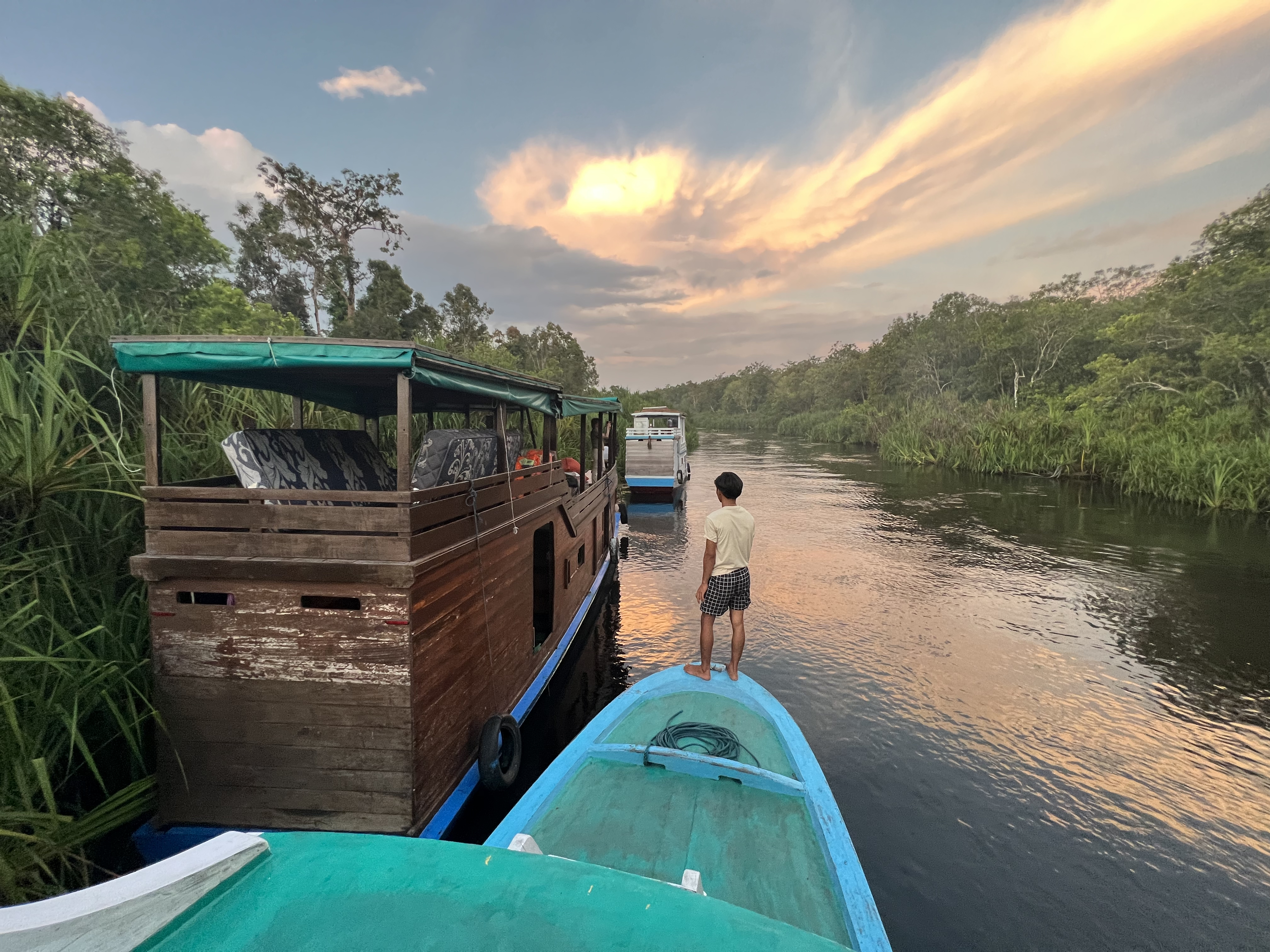
Barcas turísticas típicas de la regió

El riu Kumai forma la frontera nord del parc. Més enllà d'això s'ha eliminat el bosc de torba per deixar pas a les plantacions de palma d'oli.
A més dels orangutans i els nassuts, el parc és també llar dels gibons, macacos, panteres nebuloses, ossos malais, el senglar, porc espí, i els sambars. El parc també compta amb molts rèptils, incloent-hi cocodrils, llangardaixos i serps pitó, aus, incloent-hi cala i blauets, i els insectes, com ara la papallona gegant de Borneo. La Pondok Ambung Tropical de Recerca Forestal de l'estació va ser establerta el 2005 per a l'estudi de les espècies salvatges al Parc.
Quatre centres de recerca s'han establert dins del parc per a l'estudi i la rehabilitació d'orangutans i altres primats. Camp Leakey, fundada el 1971 amb l'assistència de la Fundació Leakey, va ser el primer d'aquests centres. Va ser aquí on la Dra. Birute Galdikas començar la seva carrera estudiant el comportament dels rescatats i els orangutans orfes que van ser reintroduïts en el medi silvestre. La seva investigació va ser destacat com l'article de portada de National Geographic a l'octubre de 1975. La Dra. Galdikas és ara considerada com una dels principals experts i expertes del món en el comportament dels orangutans i és fundadora i presidenta de la Fundació Internacional Orangutan.
Avui en dia el Parc Nacional Tanjung Puting és un popular destí d'ecoturisme, amb moltes empreses de turisme locals que ofereixen tours per diversos dies per veure la fauna i visitar els centres de recerca. Al Parc es pot accedir des de Kumai per bot-ràpid al llarg del Riu Kumai i després pel riu Sekonyer al Camp Leakey, viatge que triga hora i mitja en el millor els casos. El parc va ser la llar de 105.000 persones a partir de 1997. Va ser greument danyat pels incendis el 1997 i 1998, i avui continua sent amenaçat per la tala il·legal, la mineria il·legal i la tala de boscos per a usos agrícoles.